# 서사하라 분쟁
서사하라 분쟁은 스페인령 사하라가 탈식민지화되는 과정에서 독립국을 요구한 사흐라위인과, 독립에 반대한 국가 사이에 빚어진 분쟁이다. 모리타니가 영유권을 포기하여 1979년 이후 모로코와 폴리사리오 전선간의 분쟁으로 진행중이다.

## 현재 상태
서사하라는 모로코 장벽에 의해 서사하라 자유지구와 모로코 지배 지역으로 나뉘며, 사하라 아랍 민주 공화국을 지지하는 서사하라인 상당수는 알제리 틴두프에 있는 사하라 난민 캠프에서 살고 있다. 알제리는 서사하라를 지지하며, 유엔 서사하라 국민투표 임무단이 지원하는 국민투표 계획은 투표권자 문제로 표류중이다.